# Niklas Natt och Dag
Niklas Carl Bosson Natt och Dag, född 3 oktober 1979 i Stockholm, är en svensk författare och skribent.

## Biografi
Niklas Natt och Dag studerade i Kalmar åren 2000–2003. Han var chefredaktör för tidskriften Slitz mellan oktober 2006 och oktober 2008, då han övergick till frilansverksamhet.
Niklas var sommarvärd i P1 2024.

### Bellman noir
Natt och Dag debuterade 2017 med romanen 1793, den första delen i trilogin Bellman noir. Boken har mottagit många priser, även internationellt, och rättigheterna till boken har sålts till över 30 länder. Den andra delen, 1794 gavs ut i september 2019. År 2021 utkom 1795, den sista delen i trilogin.
Natt och Dag tilldelades i maj 2020 Stockholms stads hederspris i litteratur.

### Andra böcker
År 2023 vände sig Natt och Dag till en ny tidsepok, med publiceringen av Ödet och hoppet. I centrum för berättelsen finns Måns Bengtsson, den unge adelsman som 1436 yxmördade upprorsledaren och rikshövitsmannen Engelbrekt. Bengtsson är, 15 generationer tillbaka, anfader till Natt och Dag.